# Elmen
Elmen är en ort och kommun i distriktet Reutte i förbundslandet Tyrolen i Österrike.
Kommunen består av tre orter (Ortschaften) (inom parentes invånarantal 1 januari 2024):
- Elmen (346)
- Klimm (8)
- Martinau (48)